# WPA-9-Ball-Weltmeisterschaft der Junioren 2014
Die WPA-9-Ball-Weltmeisterschaft der Junioren 2014 war die 23. Auflage der Junioren-Weltmeisterschaft in der Poolbillarddisziplin 9-Ball. Sie fand vom 15. bis 18. November 2014 in Shanghai statt.
Der Singapurer Aloysius Yapp wurde durch einen 11:10-Sieg gegen den Taiwaner Hsu Jui-an U-19-Weltmeister. Den erstmals ausgetragenen U-17-Wettbewerb gewann der Chinese Kong Dejing im Finale gegen den Philippiner Jeffrey Roda mit 8:7. Das Finale der Juniorinnen gewann die Chinesin Liu Yuchen mit 9:3 gegen Kamila Khodjaeva aus Belgien.

## Medaillengewinner
| Disziplin     | Gold          | Silber           | Bronze             |
| ------------- | ------------- | ---------------- | ------------------ |
| U-17-Junioren | Kong Dejing   | Jeffrey Roda     | Daniel Macioł      |
| U-17-Junioren | Kong Dejing   | Jeffrey Roda     | unbekannt          |
| U-19-Junioren | Aloysius Yapp | Hsu Jui-an       | Pijus Labutis      |
| U-19-Junioren | Aloysius Yapp | Hsu Jui-an       | Raphael Wahl       |
| Juniorinnen   | Liu Yuchen    | Kamila Khodjaeva | Nataliya Seroshtan |
| Juniorinnen   | Liu Yuchen    | Kamila Khodjaeva | unbekannt          |

## U-17-Junioren
Ab dem Viertelfinale wurde im K.-o.-System gespielt. Die acht Teilnehmer dieser Runde wurden im Doppel-K.-o.-System ermittelt. Die folgenden Spieler erreichten das Viertelfinale.
- Maksim Dudanets
- Jesus Atencio
- Daniel Macioł
- Kong Dejing
- Cyriel Ledoux
- Jeffrey Roda
- Mi Le
- Zheng Xiaohuai

## U-19-Junioren
Ab dem Viertelfinale wurde im K.-o.-System gespielt. Die acht Teilnehmer dieser Runde wurden im Doppel-K.-o.-System ermittelt. Die folgenden Spieler erreichten das Viertelfinale.
- Nick Evans
- Hsu Jui-an
- Pijus Labutis
- Raphael Wahl
- Sun Guoqing
- Wu Hsiaowen
- Joshua Filler
- Aloysius Yapp

## Juniorinnen
Ab dem Viertelfinale wurde im K.-o.-System gespielt. Die acht Teilnehmer dieser Runde wurden im Doppel-K.-o.-System ermittelt. Die folgenden Spielerinnen erreichten das Viertelfinale.
- Nataliya Seroshtan
- Xiong Shiyan
- Chezka Luy Centeno
- Teng Jiang
- Kamila Khodjaeva
- Liu Yuchen
- Wang Xiaotong
- Kim Bo-geon